# Reiskirchener Dreieck
Das Reiskirchener Dreieck  ist ein Autobahndreieck in Hessen, das sich bei Gießen befindet. Hier endet die Bundesautobahn 480 (Wetzlar – Reiskirchen) und geht in die Bundesautobahn 5 (Hattenbacher Dreieck – Frankfurt am Main – Basel) über.

## Geographie
Das Dreieck liegt auf dem Gebiet der Gemeinde Reiskirchen (Landkreis Gießen), im Regierungsbezirk Gießen. Die umliegenden Städte und Gemeinden sind Allendorf (Lumda), Staufenberg und Rabenau. Es befindet sich in Mittelhessen, etwa 10 km östlich von Gießen, etwa 90 km südwestlich von Kassel und etwa 55 km nördlich von Frankfurt.
Das Reiskirchener Dreieck trägt auf der A 5 die Nummer 8, auf der A 480 die Nummer 5.

## Ausbauzustand
Die A 5 ist in diesem Bereich mit fünf Fahrstreifen ausgestattet, die A 480 mit vier Fahrstreifen. Alle Überleitungen sind einstreifig.
Das Dreieck ist als linksgeführte Trompete ausgeführt.

## Verkehrsaufkommen
Das Autobahndreieck wird täglich von etwa 68.000 Fahrzeugen befahren.
| Von                        | Nach                  | Durchschnittliche tägliche Verkehrsstärke | Anteil Schwerlastverkehr |
| -------------------------- | --------------------- | ----------------------------------------- | ------------------------ |
| AS Grünberg (A 5)          | Reiskirchener Dreieck | 66.500                                    | 16,9 %                   |
| Reiskirchener Dreieck      | AS Reiskirchen (A 5)  | 48.800                                    | 14,9 %                   |
| Gießener Nordkreuz (A 480) | Reiskirchener Dreieck | 19.900                                    | 18,6 %                   |